# Blaine Neal
Blaine Neal, född den 6 april 1978 i Marlton i New Jersey, är en amerikansk före detta professionell basebollspelare som spelade fem säsonger i Major League Baseball (MLB) 2001–2005. Neal var högerhänt pitcher.
Neal tog brons för USA vid olympiska sommarspelen 2008 i Peking.

## Karriär

### Major League Baseball

#### Florida Marlins
Neal draftades av Florida Marlins 1996 som 104:e spelare totalt och redan samma år gjorde han proffsdebut i Marlins farmarklubbssystem. Han klättrade uppåt i de nivåer som fanns, från Rookie via A till AA, dit han nådde 2001. I slutet av den säsongen kallades han upp till moderklubben Marlins för första gången och gjorde sin MLB-debut den 3 september. Han hann med fyra inhopp innan säsongen var över och var på de matcherna 0-0 (inga vinster och inga förluster) med en ERA på 6,75. Året efter pendlade han mellan den högsta farmarnivån AAA och MLB. I MLB var han 3-0 med en ERA på 2,73 på 32 matcher, samtliga som inhoppare.
Även 2003 fick Neal åka fram och tillbaka mellan AAA och MLB. Han spelade bra i AAA (3-2, 2,33 ERA, 21 saves på 40 matcher), men det gick betydligt sämre i MLB (0-0, 8,14 ERA på 18 matcher).

#### San Diego Padres
I säsongsinledningen 2004 bytte Marlins bort Neal till San Diego Padres. Han fick börja i Padres högsta farmarklubb, men i juni kallades han upp till Padres och för dem var han under resten av säsongen 1-1 med en ERA på 4,07 på 40 matcher, samtliga inhopp.

#### Boston Red Sox
Det blev bara en säsong för Padres eftersom klubben bytte bort Neal till Boston Red Sox just före säsongen 2005. Där hann han hoppa in i åtta matcher (0-1, 9,00 ERA) innan han petades ur spelartruppen i maj.

#### Colorado Rockies
Neal plockades upp av Colorado Rockies, där han var 1-2 med en ERA på 6,14 på elva matcher innan han fick problem med armbågen och hamnade på skadelistan. Han spelade aldrig någon mer match i MLB efter det. Mot slutet av året spelade han några matcher i farmarligorna, men efter säsongen blev han free agent.

#### St. Louis Cardinals
I januari 2006 skrev Neal på för St. Louis Cardinals, men han släpptes av klubben innan säsongen kom igång.

#### Pittsburgh Pirates
I slutet av maj 2006 skrev Neal på för Pittsburgh Pirates, men han fick bara spela för klubbens näst högsta farmarklubb (AA-nivån).

#### Toronto Blue Jays
I november 2006 skrev Neal på ett minor league-kontrakt med Toronto Blue Jays, men inte heller här fick han chansen i MLB utan fick hålla till i Blue Jays högsta farmarklubb (AAA-nivån) under 2007.

#### Detroit Tigers
I mars 2008 hittade Neal en ny klubb i Detroit Tigers, men han fick nöja sig med spel i AAA. I augusti deltog han i OS i Peking (se nedan).

#### Philadelphia Phillies
Inför 2009 års säsong skrev Neal på för Philadelphia Phillies, men han släpptes innan säsongen hann börja.

#### Cleveland Indians
I maj 2009 skrev Neal på ett minor league-kontrakt med Cleveland Indians, men återigen blev det bara spel i AAA.

### Atlantic League

#### Camden Riversharks
2010 fick Neal nöja sig med spel i den av MLB oberoende proffsligan Atlantic League för klubben Camden Riversharks, men han hade inte gett upp hoppet om att få göra comeback i MLB. Denna säsong blev dock hans sista som proffs.

### Internationellt
Neal tog brons för USA vid olympiska sommarspelen 2008 i Peking. Han deltog i tre matcher, bland andra semifinalen som USA förlorade mot Kuba med 2–10. I turneringen var han 0-0 med en ERA på 7,36.